# نقل الرسمات اللوحية

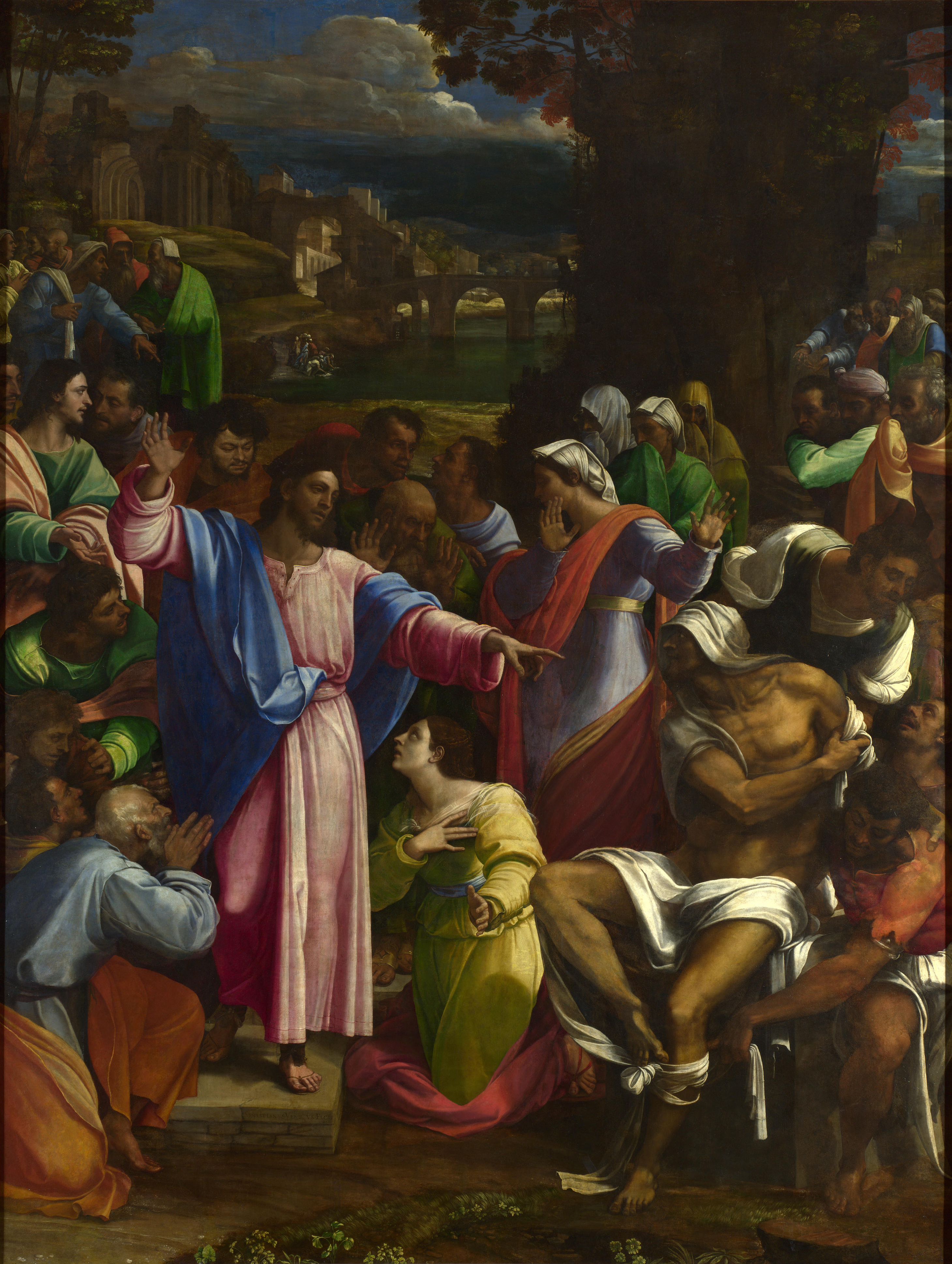
تم نقل لوحة سباستيانو ديل بيومبو "تربية لعازر" من لوح إلى قطعة قماش في عام 1771.

يُعنى نقل الرسمات اللوحية بالحفاظ على رسمة لوحية آيلة للهلاك عن طريق نقلها من مستقرها الخشبي الأصلي المتحلل أو الذي نخره الدود أو طاله التشقق أو تعرض للتشوه إلى قطعة قماش أو لوح جديد. وقد مورس هذا النقل منذ القرن الثامن عشر. جرى الآن استبداله في مجمله بطرق محسنة لحفظ الأخشاب.
تطورت عملية النقل هاته في نابولي وكريمونا في 1711-1725 ووصلت إلى فرنسا بحلول منتصف القرن الثامن عشر. كانت تُمارس على نطاق واسع في النصف الثاني من القرن التاسع عشر. يتم استخدام تقنيات مماثلة لنقل اللوحات الجدارية. غالبًا ما تتلقى اللوحات الزيتية على القماش دعمًا إضافيًا أو يتم نقلها إلى دعم جديد.

## الكيفية
وصف هنري موجفورد العملية في كتيب الحفاظ على الصور. تم لصق أوراق ناعمة على السطح المطلي للوحة، وطبقة من الشاش فوقها. ثم تم تثبيت اللوحة، ووجهها لأسفل، على طاولة، وتم مسح الخشب بعيدًا عن ظهره حتى أصبح «نحيفًا مثل الطائرة التي يمكن أن تتحرك بأمان»، ويتم كشط الباقي بأداة حادة مثل ماكينة الحلاقة. تمت إزالة أرضية اللوحة بعد ذلك بالمذيبات أو الكشط، حتى لم يبق سوى جلد رقيق من اللون، تم لصقها بالورق وتثبيتها معًا بواسطة الشاش. تم بعد ذلك إرفاق لوحة قماشية مُجهزة بالجزء الخلفي من طبقة الطلاء، باستخدام نفس الطريقة المستخدمة في تبطين الصور. عندما يجف الغراء، تمت إزالة الورق والشاش عن طريق التخميد الدقيق.
كانت الورشة الرائدة التي نفذت العملية في باريس في القرن الثامن عشر هي ورشة جان لويس هاكين (1783 تقريبا)، الذي نقل العديد من الأعمال الفنية في المجموعة الملكية الفرنسية. تم العثور أحيانًا على الانتقالات من ورشة العمل على طبقة من قطع الحرير، أو أوراق من الورق بين طبقة الطلاء والقماش الجديد. استمرت ورشة العمل بعد وفاة هاكين على يد ابنه فرانسوا توسان هاكين (1756-1832)، الذي نقل العديد من اللوحات التي تم نقلها إلى فرنسا من إيطاليا خلال الفترة النابليونية.
طريقة أخرى، استخدمها جان ميشيل بيكولت، الذي عاصر هاكين، عملت على حلّ الطبقة الدنيا كيميائيًا، على ما يبدو بأبخرة أكسيد النيتروز، مما سمح بإزالة اللوحة سليمة من الطلاء. تم تسجيل المرمم لاحقًا، ماري جاكوب جوديفرويد، على أنه حقق نتائج مماثلة باستخدام البخار.
تم استخدام «النقل الجزئي» الأقل شمولية في ألمانيا والنمسا، حيث يتم الاحتفاظ بطبقة رقيقة من الخشب الأصلي، ولصقها على لوح جديد.